# 충주구치소
충주구치소는 대한민국의 구치소이다. 충청북도 충주시 산척면 천등박달로 222에 위치하고 있다.